# SN 1992K
SN 1992K – supernowa typu Ia-pec odkryta 22 lutego 1992 roku w galaktyce E269-G57. Jej maksymalna jasność wynosiła 16,30m.